# Tablett

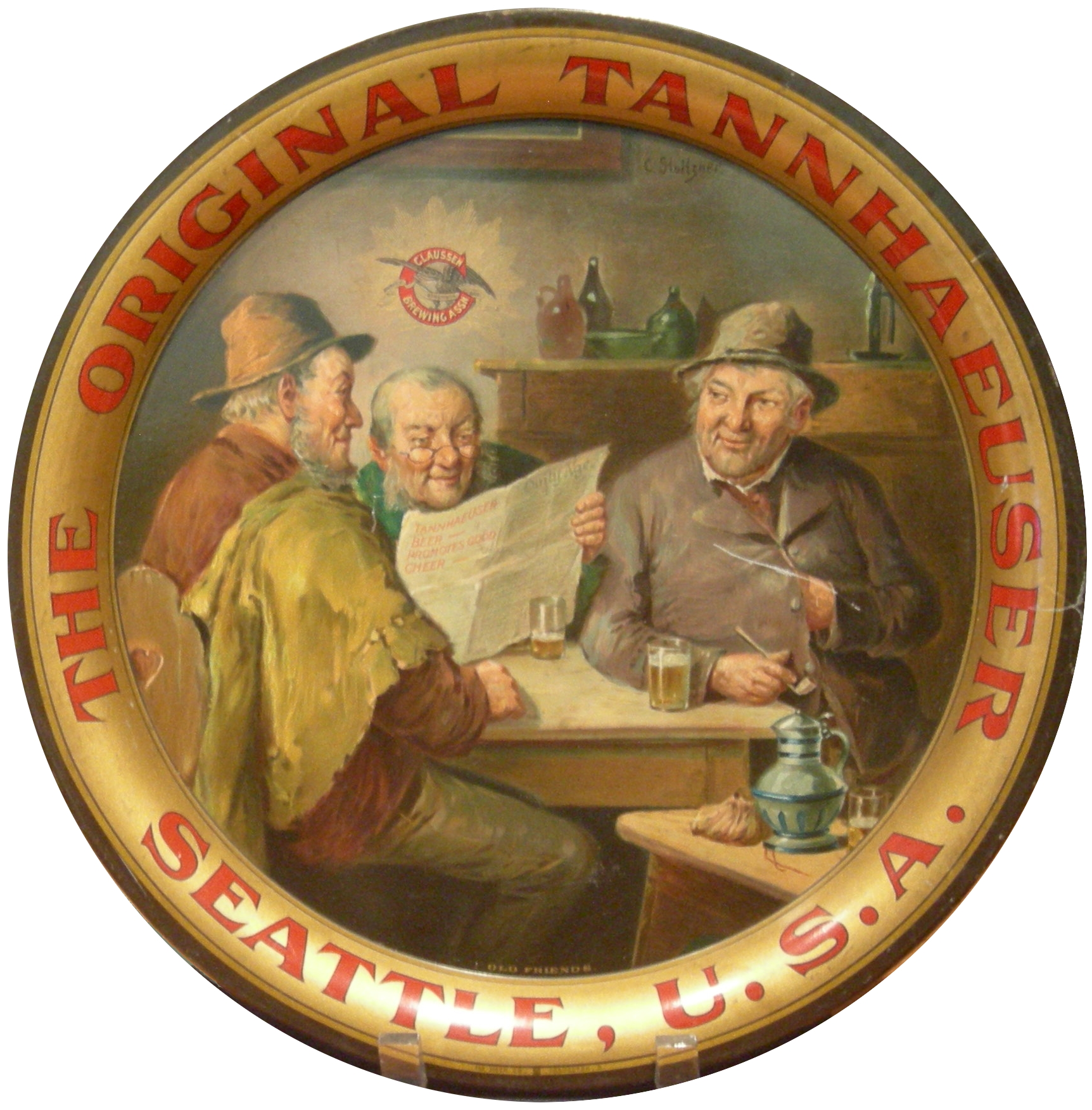
Tablett mit Bierwerbung

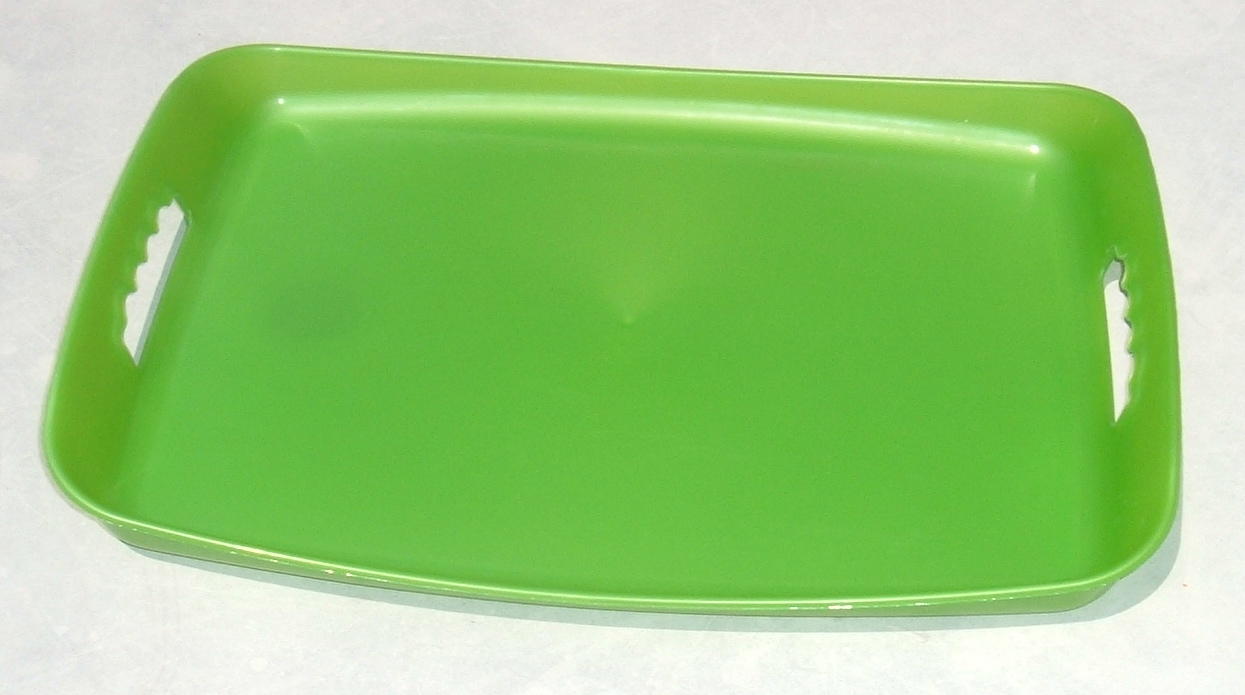
Plastiktablett

Ein Tablett (vom lateinischen tabula für die „Tafel“), in Österreich und in der Schweiz auch Tableau, ist ein flaches Arbeitsgerät. Es besteht in der Regel aus einer Platte, die von einem (oft über die Platte erhabenen) Rand umgeben ist. Verwendung findet es meistens zum Servieren und Transportieren von Geschirr, Speisen oder Geschirr mit Speisen darauf. Daher ist der Rand vor allem bei großflächigen Ausführungen manchmal mit Tragegriffen versehen.
Ein erhöhter Rand verhindert, dass verschüttete Flüssigkeiten abfließen bzw. transportierte Gegenstände abrutschen. Letzteres verhindern auch Tabletts mit gummierten Transportflächen. Die Gummierung erhöht die Haftreibung und damit den maximal möglichen Neigungswinkel, ab dem der Inhalt des Tabletts in Bewegung gerät.
Von der Form des Tabletts abgeleitet ist der Name „Tablett“ für ein Peripheriegerät der Computertechnik, siehe Grafiktablett. Zudem wurden, vom aus dem Englischen übernommenen Wort „Tablet“ (engl. tablet), die Wörter Tablet-Computer sowie Tablet-PC abgeleitet.

## Normen
- Gastronorm GN 1/1 (530 mm × 325 mm) und GN 1/2 (325 mm × 265 mm)
- Euronorm EN 1/1 (530 mm × 370 mm) sowie EN 1/2 (285 mm × 265 mm)
- Veskanorm (530 mm × 375 mm)